# Палацо Алдобрандини дел Папа
Палацо „Алдобрандѝни дел Папа“ (на италиански: Palazzo Aldobrandini del Papa) e дворец и резиденция на влиятелното семейство Алдобрандини. Tази историческа сграда се намира на пл. „Мадона дели Алдобрандини“ № 8 във Флоренция, Италия.

## История
Сегашната сграда се намира там, където преди е имало различни къщи, собственост на кадетския клон Алдобрандини дел Неро до XIV век. Имотите са разширени със закупуването на допълнителни съседни сгради. Други Алдобрандини от флорентински кадетски клон насърчават между края на XVII и началото на XVIII век намесата за обединяване на различните сгради, за да придадат на сградата сегашния ѝ вид, заемайки голяма площ, включваща ъгъла на днешния площад „Мадона дели Алдобрандини“ и два придатъка на днешните улици „Де Конти“ и „Дел Джильо“. Формата е на две допрени тела под ъгъл, което е много необичайно за Флоренция. По това време сградата преминава от ръцете на друг фамилен клон след изчезването на „папския“ (на Климент VIII – Иполито Алдобрандини) през 1690 г. Дворецът е значително обновен през XVIII век, за да получи днешния си облик. По това време дворецът става притежание на друг клон на семейството, след като се прекъсва папския, от когото произлиза папа Климент VIII през 1690 г. През 1861 г. дворецът преминава в ръцете на благородническо венецианско семейство, което го продава отново.
Сградата претърпява проект за реставрация, ръководен от архитект Джорджо Борзие през 1975 г., награден от Фондация „Джулио Марки“ през 1977 г. Сред личностите, живели в сградата, са италианският историк на изкуството проф. Уго Прокачи. Над вратата е имало герб на Алдобрандини ди Мадона, премахнат, когато сградата е продадена на Ернесто Модилиани през XIX век.

## Описание
По време на разширението си сградата е разположена на три етажа, като двата главни предни фасади на площада са съставени под ъгъла на „отворена книга“, съответно от пет и от четири оси.
На приземния етаж има кръгъл портал с пръстен от обработени дялани камъни, увенчан с хоризонтален корниз. На този етаж има правоъгълни прозорци, затворени с решетки от ковано желязо и с рамки от обработени каменни зъбери и горна рамка, подобна на портала. От страната на ул. „Де Конти“ има мецанинови прозорци и елипсовидни аркови отвори, може би първоначално врати за карети. На първия етаж има правоъгълни прозорци с рамки и горна праволинейна рамка. На втория етаж други правоъгълни прозорци. Всички прозорци са свързани с пояс. Стрехата на покрива лежи върху голяма покривна рамка. Отпред, където е входът, се виждат някои каменни елементи върху измазаната повърхност, които документират най-старите фабрики на Алдобрандини дел Неро, по-забележимо към ул. „Дел Джильо“, където камъните очертават профила на дъга.
От вратата се влиза в предверие с цилиндричен свод, украсен през XIX век: тук трябва да се отбележи портата от ковано желязо от XIX век и пред стълбището вратата, издълбана с гербовете на Алдобрандини. Също така в интериора, на първия етаж, освен картини от началото на 19 век, има и зали със стенописи на Винченцо Меучи („Алегория на добродетелите, които побеждават пороците“), на фигуративния живописец Томазо Герардини (Галерия с фалшиви руини) и на художника на стенописи в перспектива Джузепе Дел Моро, поръчан по повод сватбата на Джован Франческо Алдобрандини с Мария Кристина Бурбон ди Монте Санта Мария (1759). Залата с фалшиви руини на приземния етаж, на ъгъла с ул. „Дел Джильо“, датира от същия век, а днес там има ресторант.
Към двореца някога е имало и градина, която все още се помни през 30-те г. на XX век от Анджоло Пучи:
| „                                                                             | В наше време, когато дворецът е бил на Модиляни, винаги е имало градината, но тя е била поддържана много скромно, наистина може да се каже, че е било занемарена. След като сградата е била закупена от компанията за производство на хартия „Амброджо Бинда“, тя е построила навеси върху площта на градината за използване на своята търговия с хартия. И следователно дори скромната градина днес вече е напълно изчезнала. | “ |
| Angiolo Pucci, I giardini di Firenze, IV, Giardini e orti privati della città | |   |